# إيما ريتشاردسون تشيري
إيما ريتشاردسون تشيري (بالإنجليزية: Emma Richardson Cherry)‏ هي رسامة أمريكية، ولدت في 28 فبراير 1859، وتوفيت في 1954.